# Clásica San Sebastián 2015
De 35e editie van de wielerwedstrijd Clásica San Sebastián werd gehouden op 1 augustus 2015. De wedstrijd was de negentiende race van de UCI World Tour 2015.
Door problemen met de verbinding (een vliegtuig moest een noodlanding maken) waren alleen de laatste 7,4 kilometer live op televisie te zien. Winnaar werd Adam Yates, die op de laatste klim van de dag was weggereden uit een kopgroep. Yates werd zo de eerste Brit die de Clásica San Sebastián op zijn naam schreef. Philippe Gilbert won uiteindelijk de sprint voor de tweede plaats. 
De Belg Greg van Avermaet bevond zich in de finale van de koers in een kansrijke positie, maar kwam ten val toen hij van achteren werd aangereden door een motor van de organisatie. Van Avermaet kon de koers niet uitrijden. Zijn ploeg BMC diende na het incident een officiële klacht in en overwoog juridische stappen. Adam Yates kreeg van het gebeuren niets mee en had bij het passeren van de finishlijn niet door dat hij de winnaar was.

## Deelnemende ploegen
| 17 UCI World Tour-ploegen | 17 UCI World Tour-ploegen | 17 UCI World Tour-ploegen | 2 wildcards |
| ------------------------- | ------------------------- | ------------------------- | ----------- |
| AG2R La Mondiale          | Giant-Alpecin             | Movistar                  | Caja Rural  |
| Astana                    | IAM Cycling               | Orica-GreenEdge           | Cofidis     |
| BMC Racing Team           | Katjoesja                 | Team Sky                  |             |
| Cannondale-Garmin         | Lampre-Merida             | Tinkoff-Saxo              |             |
| Etixx-Quick Step          | LottoNL-Jumbo             | Trek Factory Racing       |             |
| FDJ                       | Lotto Soudal              |                           |             |
|                           |                           |                           |             |
|                           |                           |                           |             |

## Uitslag
| Plaats  | Naam               | Ploeg               | Tijd       |
| ------- | ------------------ | ------------------- | ---------- |
| Winnaar | Adam Yates         | Orica-GreenEdge     | 5h 30' 22" |
| 2       | Philippe Gilbert   | BMC Racing Team     | + 15"      |
| 3       | Alejandro Valverde | Team Movistar       | z.t.       |
| 4       | Daniel Moreno      | Team Katjoesja      | z.t.       |
| 5       | Joaquim Rodríguez  | Team Katjoesja      | z.t.       |
| 6       | Bauke Mollema      | Trek Factory Racing | z.t.       |
| 7       | Daniel Martin      | Cannondale-Garmin   | z.t.       |
| 8       | Julian Alaphilippe | Etixx-Quick Step    | z.t.       |
| 9       | Warren Barguil     | Team Giant-Alpecin  | z.t.       |
| 10      | Rigoberto Urán     | Etixx-Quick-Step    | z.t.       |

1981 · 1982 · 1983 · 1984 · 1985 · 1986 · 1987 · 1988 · 1989 · 1990 · 1991 · 1992 · 1993 · 1994 · 1995 · 1996 · 1997 · 1998 · 1999 · 2000 · 2001 · 2002 · 2003 · 2004 · 2005 · 2006 · 2007 · 2008 · 2009 · 2010 · 2011 · 2012 · 2013 · 2014 · 2015 · 2016 · 2017 · 2018 · 2019 · 2020 · 2021 · 2022 · 2023 · 2024
 Tour Down Under · 
 Parijs-Nice · 
 Tirreno-Adriatico · 
 Milaan-San Remo ·
 E3 Harelbeke ·
 Ronde van Catalonië ·
 Gent-Wevelgem ·
 Ronde van Vlaanderen ·
 Ronde van Baskenland ·
 Parijs-Roubaix ·
 Amstel Gold Race ·
 Waalse Pijl ·
 Luik-Bastenaken-Luik ·
 Ronde van Romandië ·
 Ronde van Italië ·
 Critérium du Dauphiné ·
 Ronde van Zwitserland ·
 Ronde van Frankrijk ·
 Clásica San Sebastián ·
 Ronde van Polen ·
/ Eneco Tour ·
 Vattenfall Cyclassics ·
 GP Ouest-France Plouay ·
 Grote Prijs van Quebec ·
 Ronde van Spanje ·
 Grote Prijs van Montreal ·
 UCI Ploegentijdrit ·
 Ronde van Lombardije